# Nadja (hudební skupina)
Nadja je kanadská drone metalová kapela založená roku 2002 v Torontu v provincii Ontario multiinstrumentalistou Aidanem Bakerem původně jako sóloprojekt. V roce 2005 projekt posílila zpěvačka, houslistka a baskytaristka Leah Buckareff, díky tomu se stala Nadja regulérní kapelou a mohla vystupovat živě. 

Baker a Buckareff se vzali a žijí v německém Berlíně. Mezi své oblíbené hudební umělce a skupiny dvojice řadí tyto: Godflesh, Jesu, Swans, Angels of Light, Neurosis, PJ Harvey, 16 Horsepower, Woven Hand, Big Black, Shellac, Yo La Tengo, Red House Painters, Sun Kil Moon, Troum, The Dirty Three, Nick Cave, The Birthday Party, The Cure, Pink Floyd, Stina Nordenstam, Caspar Brotzmann, Einstürzende Neubauten, Khanate, The Flaming Lips, Converge, Botch, Calexico, Stereolab a další.
Název Nadja je jméno zakladatele Aidana čteno pozpátku, kde písmeno i nahradilo j. Pro toto řešení se Baker rozhodl kvůli tomu, že chtěl odlišit novou tvorbu od své dosavadní hudební činnosti a zároveň uchovat nějakou spojitost. Nadja je také odkazem na postavu ze stejnojmenného románu z roku 1928 francouzského spisovatele André Bretona a také na protagonistku amerického hororového filmu z roku 1994 Nadja.

## Diskografie
Studiová alba
- Touched (2002)
- Skin Turns to Glass (2003)
- Corrasion (2003)
- Bodycage (2005)
- Bliss Torn from Emptiness (2005)
- Truth Becomes Death (2005)
- Thaumogenesis (2007)
- Touched (2007) – znovunahraná deska z r. 2002
- Radiance of Shadows (2007)
- Bliss Torn from Emptiness (2008)
- Skin Turns to Glass (2008) – znovunahraná deska z r. 2003
- Desire in Uneasiness (2008)
- The Bungled & the Botched (2008)
- When I See the Sun Always Shines on TV (2009)
- Belles bêtes (2009)
- Under the Jaguar Sun (2009)
- Autopergamene (2010)
- Sky Burial (2010)
- Dagdrøm (2012)
- Flipper (2013)
- Queller (2014)
- Sv (2016)
- The Stone Is Not Hit by the Sun, nor Carved with a Knife (2016)
- Stripped (2017)
- Sonnborner (2018)
- Seemannsgarn (2021)
- Luminous Rot (2021)
- Labyrinthine (2022)

EP
- I Have Tasted the Fire Inside Your Mouth (2004)
- Guilted by the Sun (2007)
- Trinity (2008)
- Clinging to the Edge of the Sky (2009)
- Into the Silent Waves (2010)
- Ruins of Morning (2010)
- Uneasy and Confin'd (2012)
- Tangled (2014)
- Songs for Wong Kar-wai (2015)
- Tabernanthe (2015)

Živá alba
- Trembled (2006)
- Thaumoradiance (2008)
- Live at the Dom Club (2009)
- Unsound Festival NY 2010 (2010)
- Paradox Incubate 15.09.14 (2014)

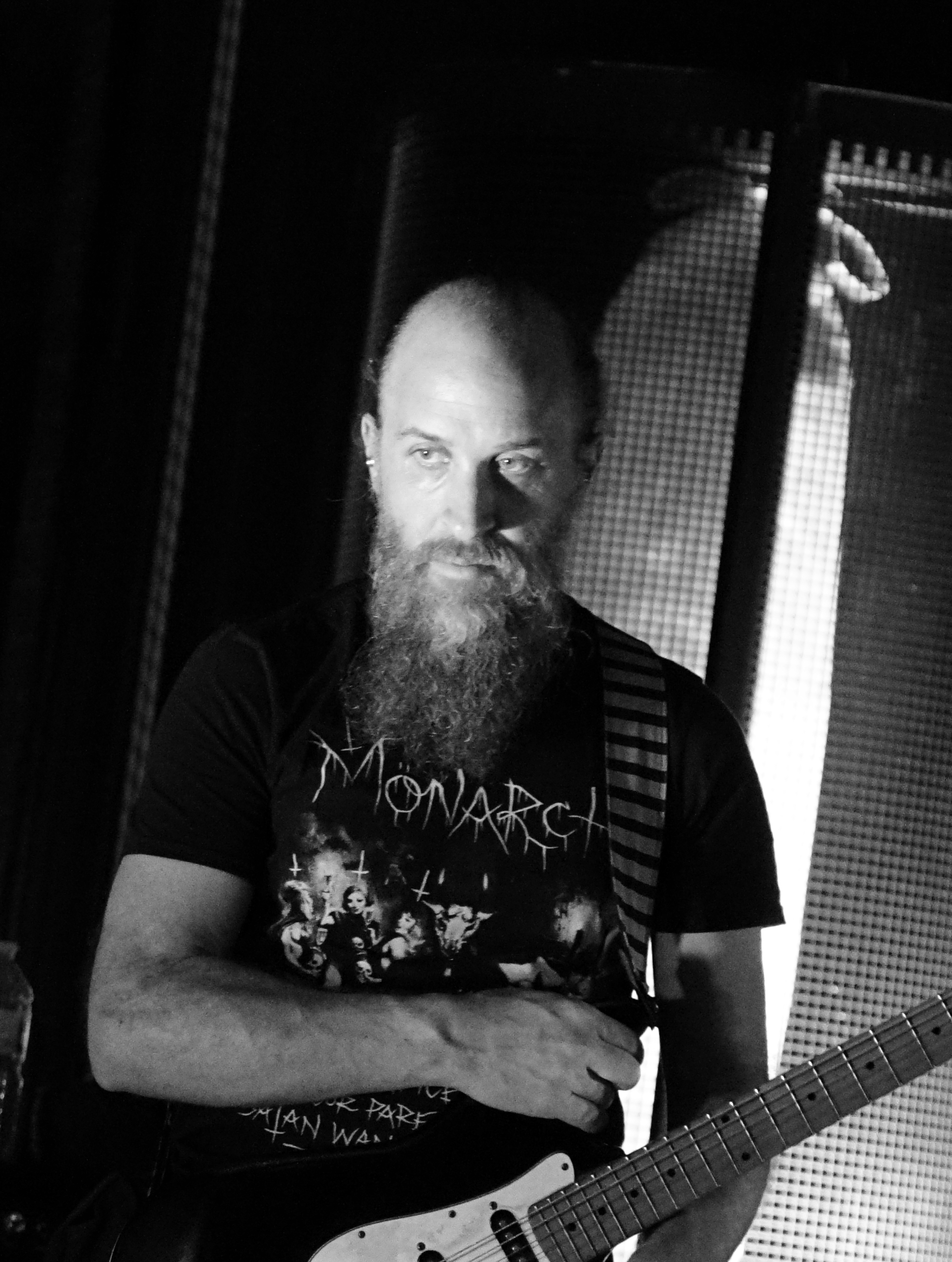
Aidan Baker v roce 2018

- The Bungled & The Botched (Moving Noises Version) (2016)
- White Nights (2019)
- Thaumoburial (2020)
- Sv (Moving Noises Version) (2020)
- Thaumobungled (2020)
- Thaumogenesis (Live) (2020)
- BSP Live Series: 2020-09-26 Warsaw (2020)
- BSP Live Series: 2021-09-04 Kharkiv (2022)
- BSP Live Series: 2022-03-25 Oslo (2022)
- BSP Live Series: 2023-01-26 Berlin (2023)

Kompilační alba
- Corrasion 2007 (2007)
- Thaumogenesis + Thaumoradiance (2008)
- Numbness (2009)

Kolaborační alba
- We Have Departed the Circle Blissfully (2006)
- 12012291920 / 1414101 (2007)
- Fear Falls Burning & Nadja (2007)
- Nadja / Datashock (2008)
- Christ Send Light (2008)
- II: Points at Infinity (2008)
- Nadja / Black Boned Angel (2009)
- Pyramids with Nadja (2009)
- Year of No Light / Machu Picchu Mother Future (2009)
- The Life and Death of a Wasp (2010)
- Dominium Visurgis (2010)
- Konstruktion (2011)
- The Primitive World (2012)
- Cystema Solari (2014)
- /ɪmpəˈfɛkʃ(ə)n/ (2014)
- Artificial Act of God (2018)
- Vestigial Spectra (2023)

Split nahrávky
- Moss / Nadja (2003)
- Absorption (2005)
- Tümpisa (2008)
- Brainwaves: November 17, 2006, Disc 1: Night 1 Part 1 (2008)
- Magma to Ice (2008)
- Trinitarian (2008)
- Infernal Procession... and Then Everything Dies (2008)
- Primitive North (2009)
- Kodiak / Nadja (2009)
- Transmit Acoustique Abstraction One (2010)
- Fool, Redeemer (2011)
- Vomos (2012)
- Nadja / Disrotted (2021)
- Nalepa (2022)

Various Artists kompilace
- Transmit Acoustique Abstraction 1-2 (2010)

## Videografie
DVD
- Nadja: White Nights / Aidan Baker: Drone Fields (DOM Edition) (2010)